# Nautasjåkka
De Nautasjåkka, Nautasätno, is een rivier annex beek in Zweden. De Nautasjåkka stroomt voor het grootste deel in de gemeente Jokkmokk, ontstaat op zo’n 1000 meter hoogte op de oostelijke hellingen van het bergmassief Ultevistuottar en slingert in het begin richting het zuidoosten, stroomt door afgelegen moerassig gebied, komt door het Nautijaure en mondt uiteindelijk in het Randijaure uit. Beide oevers zijn onbewoond tot aan de monding, waar een aantal dorpjes liggen. Het dorp Nautijaur ligt niet op haar oevers, wel in de omgeving. De Nautasjåkka is 61,1 kilometer lang en behoort tot het stroomgebied van de Lule.
Afwatering: Nautasjåkka → Randijaure →  Grote Lule → Lule → Botnische Golf